# 瀘西県
瀘西県（ろせい-けん）は中華人民共和国雲南省紅河ハニ族イ族自治州に位置する県。

## 行政区画
下部に5鎮、3郷を管轄する。
- 鎮
  - 中枢鎮、金馬鎮、旧城鎮、午街鋪鎮、白水鎮
- 郷
  - 向陽郷、三塘郷、永寧郷

## 交通

### 道路
- 高速道路
  - 瀘弥高速道路